# Clément Thomas
Jacques Léonard Clément Thomas (Libourne, 31 dicembre 1809 – Parigi, 18 marzo 1871) è stato un generale francese.

## Biografia
Sottufficiale repubblicano, fu arrestato nel 1835 ma riuscì a fuggire dalla prigione e a rifugiarsi in Inghilterra. Rientrò in Francia con l'amnistia del 1837. Alla caduta della monarchia nel 1848, fu eletto deputato all'Assemblea costituente, promosso colonnello e posto a capo della Guardia nazionale della Senna, reprimendo duramente, in giugno, la rivolta degli operai parigini. Non rieletto nel 1849 all'Assemblea Nazionale, si oppose al colpo di Stato di Luigi Bonaparte e si esiliò in Belgio e poi in Lussemburgo.
Quando cadde il Secondo Impero, si trovava in Svizzera, da dove tornò a Parigi. Promosso generale e comandante della Guardia nazionale subito dopo la sollevazione del 31 ottobre, durante l'assedio di Parigi, il 20 gennaio 1871, partecipò alla disastrosa sortita di Buzenval. Il 14 febbraio diede le dimissioni.
Durante l'insurrezione del 18 marzo che diede origine alla Comune, fu arrestato dalle guardie nazionali mentre, in abiti civili, controllava le barricate erette a Montmartre. Accusato di spionaggio, venne fucilato quello stesso giorno nella sede del Comitato di vigilanza di Montmartre. È sepolto nel cimitero di Père-Lachaise.